# Tephrina inaequivergaria
Tephrina inaequivergaria là một loài bướm đêm trong họ Geometridae.